# 大和市立福田小学校
大和市立福田小学校（やまとしりつ ふくだしょうがっこう）は、神奈川県大和市福田にある公立小学校。2023年5月1日時点の児童数は530名。

## 所在地
神奈川県大和市福田5丁目22-1

## 沿革
- 1975年（昭和50年）
  - 4月1日 - 創立。
  - 4月4日 - 開校式挙行。
  - 4月5日 - 最初の始業式と第1回入学式挙行。開校時点の児童数は839名。
  - 5月28日 - 開校記念祝賀式典挙行し、この日（5月28日）を開校記念日と定めた。
  - 9月6日 - 体育小屋・物置・砂場設置。
  - 10月23日 - 体育固定施設4種類設置。
- 1976年（昭和51年）6月1日 - 校章制定。
- 1978年（昭和53年）
  - 3月13日 - 体育館完成。
  - 3月15日 - プレハブ教室設置（2教室）。
  - 5月18日 - スプリンクラー設置。
  - 7月1日 - プール完成。
  - 9月1日 - プレハブ教室設置（1教室）。
- 1979年（昭和54年）
  - 1月24日 - 福田小学校父母と教職員の会発足。
  - 3月12日 - 校歌制定。
  - 4月1日 -　プレハブ教室設置（4教室）。
- 1980年（昭和55年）
  - 4月15日 - 校舎増築（6教室）。
  - 9月1日 - 補助グランド仮設。
- 1981年（昭和56年）
  - 4月1日 - プレハブ教室設置（1教室）。
  - 8月31日 - プレハブ新改築完成。
- 1984年（昭和59年）
  - 3月31日 - 柳橋小学校開校による学区分離により、本校児童226名が柳橋小学校へ転籍。同日、プレハブ教室（7教室）解体し、補助グランド返還。
  - 10月14日 - 開校十周年記念バザー開催。
- 1985年（昭和60年）3月15日 - 創立十周年記念誌発行。
- 1988年（昭和63年）
  - 4月1日 - 特殊学級設置。
  - 7月 - この月から10月まで、校舎外壁塗装実施。
- 1989年（平成元年）7月 - この月から11月まで、温度保持工事実施。
- 1990年（平成2年）3月 - 校庭整備工事完成。
- 1991年（平成3年）
  - 3月 - プール塗装工事完了。
  - 4月1日 - 特殊学級増設（情緒障害児学級）。
- 1993年（平成5年）7月 - この月から10月まで、校舎内トイレ改装。
- 1994年（平成6年）
  - 2月 - この月から翌月まで、外トイレ水洗化工事。
  - 9月 - 生活科補助事業により、うさぎ小屋完成。
- 1995年（平成7年）
  - 4月1日 - 特殊学級増設（難聴学級）。
  - 8月 - 体育倉庫改修。
- 1996年（平成8年）
  - 3月 - 防災備蓄倉庫設置。
  - 8月 - キュ－ピクル改修。
- 1997年（平成9年）6月 - この月から9月 - 耐震補強工事及び外壁校舎内改装工事（北棟、南棟）。
- 1998年（平成10年）12月 - コンピュータルーム設置。
- 2000年（平成12年）
  - 3月 - プール塗装工事完了。
  - 4月1日 - 特殊学級増設（情緒学級）。
- 2003年（平成15年）4月1日 - 特殊学級増設（弱視学級）。
- 2005年（平成17年）
  - 3月15日 - 創立三十周年記念集会開催し、記念誌発行。
  - 3月31日 - 弱視学級閉鎖。
  - 6月 - この月から翌年2月まで、温度保持工事実施。
- 2010年（平成22年）
  - 2月 - この月から6月まで、図書室改装工事。
  - 4月5日 - 国際教室設置。
  - 8月 - 北側校舎内トイレ改装。

## 通学地域
- 下草柳（一部）
- 代官1丁目
- 代官2丁目
- 福田（一部・基地内）
- 福田2丁目
- 福田3丁目
- 福田4丁目
- 福田5丁目
- 福田6丁目
- 福田7丁目
- 本蓼川（基地内）
- 渋谷2丁目
- 渋谷3丁目

## 進学先
- 大和市立渋谷中学校
- 大和市立引地台中学校

## アクセス
- 大和市コミュニティバス「のろっと南部ルート」で、「福田小前」停留所下車。
- 小田急電鉄江ノ島線桜ヶ丘駅（西口）から、
  - 徒歩約890m・約15分。
  - 上述の大和市コミュニティバス「のろっと南部ルート」に乗車し、「福田小前」停留所まで3分。
    - なお、大和市コミュニティバス「のろっと南部ルート」は片方向運行のため、桜ヶ丘駅へは、徒歩移動か、高座渋谷駅までバス移動し、小田急江ノ島線に乗り換えた方が早い（「福田小前」停留所から、「高座渋谷駅」停留所までバス所要時間9分、「桜ヶ丘駅西口」停留所まではバス所要時間57分。）。